# Jurij tveri nagyfejedelem
Jurij Alekszandrovics (oroszul Юрий Александрович), (kb. 1400–1425. november 26.) 1425-ben egy hónapig Tver nagyfejedelme.
Jurij a tveri fejedelmi családból származott, nagyapja Iván Mihajlovics nagyfejedelem volt. 1421-ben feleségül vette Iván Vszevolozsszkij moszkvai bojár lányát. Egyes források szerint nem született gyermekük, mások szerint két fia volt, Iván és Dmitrij.
1425-ben pestisjárvány tört a hercegségre, májusban elhalálozott Iván nagyfejedelem, utóda Jurij apja, Alekszandr lett, ám októberre ő is megbetegedett és meghalt. A trónt Jurij örökölte, ám alig egy hónap elteltével őt is elvitte a pestis. Utóda öccse, Borisz Alekszandrovics lett.

## Fordítás
- Ez a szócikk részben vagy egészben  a(z)   Юрий Александрович (князь тверской) című orosz Wikipédia-szócikk ezen változatának fordításán alapul.  Az eredeti cikk szerkesztőit annak laptörténete sorolja fel. Ez a jelzés csupán a megfogalmazás eredetét és a szerzői jogokat jelzi, nem szolgál a cikkben szereplő információk forrásmegjelöléseként.